# Tini Wagner
Pour les articles homonymes, voir Wagner.
Catharina Wilhelmina Wagner dite Tini Wagner, née le 17 décembre 1919 à Amsterdam et morte le 2 juin 2004 à Soest, est une nageuse néerlandaise.

## Biographie
Aux Jeux olympiques d'été de 1936 à Berlin, Tini Wagner remporte la médaille d'or du relais 4x100 mètres nage libre avec Rie Mastenbroek, Willy den Ouden et Jopie Selbach. Elle termine aussi cinquième de la finale du 100 mètres nage libre et huitième du 400 mètres nage libre.